# Лускохвоста білка лорда Дербі
Лускохвоста білка лорда Дербі (Anomalurus derbianus) — аномалюридний гризун, що походить з Африки. Названий на честь Едварда Сміта-Стенлі, 13-го графа Дербі.

## Ареал і середовище проживання
Лускохвоста білка лорда Дербі живе в тропічних і субтропічних лісах західної та центральної Африки. Зустрічається в Анголі, Камеруні, Центральноафриканській Республіці, Республіці Конго, Демократичній Республіці Конго, Кот-д’Івуарі, Екваторіальній Гвінеї, Габоні, Гані, Кенії, Ліберії, Малаві, Мозамбіку, Нігерії, Сьєрра-Леоне, Танзанії, Уганді та Замбії.

## Поведінка
Лускохвоста білка лорда Дербі веде нічний спосіб життя і спить у гніздах у дуплах дерев. Живуть або поодинці, або парами. Вони планерують між деревами, розтягуючи свою мембрану. Було зафіксовано польоти на відстань до 250 метрів. Вони використовують лусочки на нижній частині хвоста, щоб допомогти собі лазити по деревах. Білки-летяги з лускатим хвостом лорда Дербі в основному травоїдні, харчуються листям, корою, зеленими горіхами, фруктами та квітами.